# 佳能 EOS R6 Mark II
佳能 EOS R6 Mark II是佳能于 2022 年 12 月推出的一款全画幅无反相机，为EOS R6的升级型号，属于EOS R 系列。其采用DIGIC X 数字影像处理器及全画幅 CMOS 图像感应器，有效像素约 2420 万。常用感光度为 ISO 100-102400，可扩展至 ISO 50-204800。

## 技术规格[3]
EOS R6 Mark II 配备 3 英寸、约 162 万像素液晶屏，方便用户进行操作与查看拍摄效果。此外，它还新增了 SCN 特殊场景模式、创意滤镜等功能。

### 连拍性能
机械快门 / 电子前帘快门最高约 12 张 / 秒，电子快门下最高约 40 张 / 秒，同时，其支持预拍摄的 RAW 连拍模式，在该模式下，相机会自动记录释放快门前最多约 0.5 秒内的图像，有效解决了摄影师因反应速度不够而错过精彩瞬间的问题 。

### 对焦系统[6]
相机搭载基于深度学习技术的 EOS iTR AF X 智能识别与追踪系统。可识别的被摄体范围包括人物（支持眼睛、面部、头部、身体识别）、动物（狗、猫、鸟、马的眼睛、面部、身体识别）以及交通工具（两轮 / 四轮赛车、火车、飞机、直升机，且能对其整体及特定部位如赛车手头盔、火车驾驶室、飞机驾驶舱等进行定点识别）。并新增自动模式，能够自动识别相应被摄体，无需手动在菜单中切换识别对象 。

### 录影性能
支持无裁切 6K 超采样 4K/60P 短片及全高清 / 180P 高帧频 。同时还支持佳能自主研发的 Canon Log 3，拥有宽广的动态范围。相机还支持RAW 短片外录功能，可根据实际需要选择不同的短片记录方式。

### 防抖性能
机身内置 5 轴防抖结构，搭配大部分 RF/EF 镜头都能获得抖动补偿。与具备防抖功能的 RF镜头搭配使用时，机身防抖与镜头光学防抖可协同控制，提升防抖效果。